# Rolls-Royce Condor
Der Rolls-Royce Condor war ein Flugmotor des britischen Herstellers Rolls-Royce, der im Jahre 1920 zum ersten Mal erschien. Es handelte sich um einen wassergekühlten Zwölfzylinder-V-Motor mit stehenden, in einem Winkel von 60° gegeneinander geneigten Zylinderbänken. Er entsprach in seiner grundsätzlichen Auslegung dem Rolls-Royce Eagle, hatte aber einen größeren Hubraum. Er wurde unter anderem in Blackburn Iris, R100 und Prototypen der Avro 549 eingesetzt.

## Condor Mk.I
Die Entwicklung des Motors begann Ende 1917 mit dem Ziel, für die geplanten britischen Langstreckenbomber einen Antrieb zu schaffen. Der erste Versuchsmotor lief im August 1918 auf dem Prüfstand. Für den Einsatz im Ersten Weltkrieg war es jedoch zu spät und so ging er erst 1920 als Condor Mk.I mit 600 PS Leistung in die Fertigung. Der Gaswechsel des Motors wurde durch je eine über eine Königswelle angetriebene obenliegende Nockenwelle und jeweils vier hängende, radial angeordnete Ventile pro Zylinder gesteuert. Die Zylinder waren in Gruppen zu je drei zusammengefasst, wobei jedoch jeder Zylinder seinen eigenen Kühlmantel hatte. Es gab keine abnehmbaren Zylinderköpfe. Die Zündanlage bestand aus zwei Watfort-Magneten, die je sechs Zylinder versorgten. Das Gemisch wurde in zwei Claudel-Hobson-Doppelvergasern aufbereitet, die von Rolls-Royce selbst gefertigt wurden. Das Planetenradgetriebe hatte ein Untersetzungsverhältnis von wahlweise i=1,5 oder i=1,8. Der Motor war von Anfang an für das Anlassen mit einem Elektrostarter vorbereitet und wurde ausschließlich mit Luftschraubendrehsinn links geliefert. Bis 1921 wurden insgesamt 72 Stück gefertigt.
Die nächste Serie, Mk.IA (manchmal auch als Mk.II bezeichnet), hatte eine geänderte Vergaseranordnung, wobei die Vergaser jetzt rechts und links des Kurbelgehäuses angebracht waren. Das Gemisch gelangte durch eine von einem Wassermantel umgebene Ansaugleitung, die jeweils zwischen den Dreiergruppen hindurch geführt wurde, zur Innenseite der Zylinderreihen, von wo es über entsprechende Leitungen auf die Zylinder verteilt wurde. Mit leicht erhöhter Verdichtung erreichte dieser Motor 650 PS bei 1900 min−1. Eine weitere Veränderung bei dieser Ausführung, von der insgesamt 34 Stück gebaut wurden, ist das auf i=1,806 geänderte Untersetzungsverhältnis des Luftschraubenantriebs.

## Condor Mk. III

Leistungskurve

Da der Motor als zu schwer galt, wurde 1924 ein Prototyp mit weitreichenden konstruktiven Änderungen angefertigt. An Stelle des Planetenradgetriebes wurde ein leichteres und kürzer bauendes Stirnradgetriebe mit einer Untersetzung von i=2,095 verwendet. Die in der Gemischanpassung verbesserten Doppelvergaser 1924, die besonders im Teillastbetrieb gegenüber der Ursprungsausführung wesentlich sparsamer waren, wurden jeweils vor und hinter den Zylinderbänken angeordnet, deren Einzelzylinder jetzt in gleichen Abständen auf dem Kurbelgehäuse angeordnet waren. Auch der Kurbeltrieb wurde geändert und statt der Haupt- und Nebenpleuel waren jetzt Gabel- und Innenpleuel verwendet. Zusätzlich bestand die Möglichkeit, ein Synchronisiergetriebe für eine durch den Luftschraubenkreis feuernde Rohrwaffe zu montieren. Für die Serienfertigung wurde noch das Kurbelgehäuse versteift. Mit einer Leistung von 670 PS ging der Motor in Produktion. Bis 1927 wurden 196 Stück gefertigt. Bei der Version Mk.IV, von der 13 Stück gebaut wurden, entfiel das Untersetzungsgetriebe ganz und die Leistung konnte auf 750 PS erhöht werden.
Für Mk.III und Mk.IV gab es einen Umrüstsatz für die Lager, der die Dauerbelastbarkeit verbesserte. Umgerüstete Motoren erhielten dann die Bezeichnung Mk.IIIA beziehungsweise Mk.IVA. Die Ausführung Mk.IIIB bekam zusätzlich eine neue Kurbelwelle, ein neues Kurbelgehäuse und vergrößerte Hauptlager.

### Technische Ausführung Mk.III
Der Gaswechsel des Motors wurde über je eine durch Königswellen angetriebene obenliegende Nockenwelle und jeweils vier hängende und radial angeordnete Ventile pro Zylinder gesteuert. Dafür waren auf der sechsfach gelagerten und einsatzgehärteten Nockenwelle für jeden Zylinder drei Nocken vorhanden, die über eine besondere Kipphebelanordnung die Ventile betätigten. Der mittlere Nocken öffnete die beiden Einlassventile, während die beiden äußeren Nocken jeweils ein Auslassventil betätigten. Die Zylinder waren mittels kurzer Bolzen auf dem Kurbelgehäuse befestigt. Jeder Zylinder, der mit dem Zylinderkopf jeweils eine Einheit bildete, hatte seinen eigenen Kühlmantel aus gestanztem und geschweißten Blech. Die Kurbelwelle aus geschmiedetem Nickel-Chrom-Stahl wies sechs Kurbelwangen auf und war in Schichtlagern aus Phosphorbronze mit einem Weißmetallgerüst siebenfach gelagert. Die Kolben bestanden aus Aluminium und besaßen vier Kolbenringe, von denen sich drei oberhalb des Kolbenbolzens und einer unterhalb befanden. Der oberste und der unterste Ring waren Abstreifringe, die mittleren beiden Kompressionsringe. Es wurden geschmiedete und anschließend wärmebehandelte Gabel- und Innenpleuel aus Nickelstahl verwendet, die ein H-Profil aufwiesen. Das Pleuelfußlager bestand aus Weißmetall, während das Kolbenbolzenlager aus Phosphorbronze gefertigt wurde. Beide Lager waren an den Ölkreislauf angeschlossen und wurden mit Drucköl versorgt.
Das in Höhe der Kurbelwelle längsgeteilte Kurbelgehäuse war aus Aluminium gefertigt, Stehbolzen verbanden beide Hälften. Während die obere die Zylinder trug, waren an der unteren Hälfte die Wasserpumpe, die Druckölpumpe sowie zwei Ölrückförderpumpen angebracht. Der Öldruck betrug 93 lbs/sq (0,64 MPa). Beide Rückförderpumpen waren durch einen Grobfilter vor Fremdkörpern geschützt, zusätzlich gab es noch einen für die Reinigung leicht zugänglichen außen am Motor angebrachten Feinfilter.
Als Zündanlage waren zwei Watfort-Magnete installiert, die je eine Zündkerze der zwölf Zylinder versorgten und über eine automatische Zündzeitpunktsverstellung verfügten. Die Gemischaufbereitung erfolgte in zwei Claudel-Hobson-Doppelvergasern, die bei Rolls-Royce selbst gefertigt wurden. Der Kraftstoff wurde von einer Vierkolbenpumpe gefördert, obwohl auch ein reiner Schwerkraftbetrieb möglich war.
Das Untersetzungsgetriebe für die Luftschraube bestand aus einem einzelnen Paar Stirnräder. Das antreibende Zahnrad war durch Zwischenschalten einer Vielzahnwelle von der Kurbelwelle entkoppelt. Beide Zahnräder liefen in Kugellagern und waren in einem Aluminiumgehäuse montiert, in dem auch ein Unterbrechergetriebe zur Steuerung von Bordwaffen untergebracht werden konnte. Die Luftschraubenwelle war aus einer Chrom-Nickel-Stahllegierung gefertigt.

## Sonderausführungen
Erstmals mit einem zweistufigen Turbolader ausgerüstet wurde 1925 die Ausführung MK.V, von der aber nur ein Versuchsmuster angefertigt wurde, weil das Air Ministry die weiteren Arbeiten untersagte. Es kam zu Probeläufen, aber zu keinen Flugversuchen.
Die letzte Ausführung war die auf Anregung des Air Ministry entwickelte und 1932 vorgestellte Dieselversion Mk.C.I mit 480 PS. Im Herbst 1932 wurde mit einem der zwei davon gebauten Motoren ein 50-Stunden-Abnahmelauf erfolgreich durchgeführt, während mit dem zweiten in einer Hawker Horsley eine Flugerprobung gemacht wurde. Den Umbau hatte das Royal Aircraft Establishment mit Unterstützung durch Rolls-Royce durchgeführt.

## Anwendungen
Vereinigtes Königreich
- Blackburn Iris
- R100
- Avro 549 (Prototypen)

 Deutsches Reich
- Dornier Superwal
- Rohrbach Rocco

## Technische Daten
| Daten       | Daten | Daten  | Daten  |
| ----------- | ----- | ------ | ------ |
|             | Mk.I  | Mk.III | C.I    |
| Bohrung mm  | 139,7 | 139,7  | 139,7  |
| Hub mm      | 190,5 | 190,5  | 190,5  |
| Hubraum l   | 34,5  | 34,5   | 34,5   |
| Leistung PS | 600   | 670    | 480    |
| bei min−1   | 1800  | 2000   | 1900   |
| Verdichtung | 5,1:1 | 6,5:1  | 12,5:1 |
| Länge mm    | 1750  | 1760   | 1886   |
| Breite mm   | 1120  | 1044   |        |
| Höhe mm     | 1129  | 1097   | 1155   |
| Gewicht kg  | 728   | 619    | 682    |